# Чайковський Михайло Євгенійович
Михайло Євгенійович Чайковський (нар.15 грудня 1963 р. с. Божиківці Деражнянського району Хмельницької області) - ректор Хмельницького інституту соціальних технологій ВНЗ «Відкритий міжнародний університет розвитку людини «Україна», кандидат педагогічних наук, доцент кафедри соціальної роботи, професор кафедри соціальної роботи та педагогіки, доктор педагогічних наук, професор, член-кореспондент Академії інженерних наук України. 

## Біографія
Михайло Євгенійович народився 15 грудня 1963 року у селі Божиківці Деражнянського району Хмельницької області.
У 1981–1984 рр. навчався у Хмельницькому електромеханічному технікумі. 
З 1984–1990 рр. працював на радіотехнічному заводі (нині ВО «Новатор»), у м. Хмельницький. 
1990–1993 рр. працював комерційним директор Молодіжного Об’єднання «Атлант». 
З 1993–1995 рр. директор МП «Сантана». 
З 1993 року тренер збірної команди області з традиційного карате.
1995–1999 рр. голова Подільського товариства імені Г. Сковороди на постійній основі. 
З 1999 року і дотепер Михайло Євгенович ректор Хмельницького інституту соціальних технологій Відкритого міжнародного університету розвитку людини «Україна». 
Саме створення Хмельницького інституту соціальних технологій Відкритого міжнародного університету розвитку людини «Україна» стало загальним здобутком Михайла Євгеновича оскільки він є першим і єдиним в регіоні закладом вищої освіти, в якому створені умови для навчання не лише здорових студентів, а й студентів із особливими потребами. В інституті також навчаються студенти-сироти, матеріально незахищені громадяни, а також – студенти-воїни АТО. 

## Творчість
1. Соціально-педагогічні умови реабілітації студентів з особливими потребами: автореферат дисертації / М.Є. Чайковський ; Ін-т проблем виховання АПН України. - Київ, 2006. - 20 с.
2. Комплексна соціальна реабілітація інвалідів дитинства : навч. посібник / І. М. Азарський, О. О. Азарська, В. М. Колосов, М. Є. Чайковський. – Київ : Університет «Україна». – 2007. – 157 с.
3. Комплексна соціальна реабілітація інвалідів дитинства : монографія / І. М. Азарський, О. О. Азарська, В. М. Колосов, М. Є. Чайковський. – Київ : Університет «Україна». – 2008. – 314 с.
4. Збірник наукових праць : наук. пр. № 1 - 2009 / Хмельниц. ін-т соц. технологій Відкритого міжнар. ун-ту розвитку людини "УКРАЇНА" ; ред. М. Є. Чайковський. - Хмельницький : ХІСТ, 2009. - 158 с.
5. Громадянське виховання учнівської молоді в середній школі США / М. Є. Чайковський, М. І. Сметанський, Т. А. Ліхневська. – Вінниця, 2010. – 220 с
6. Психофізична реабілітація хворих при лікуванні гастродуоденальних виразок : монографія / В. П. Мурза, М. Є. Чайковський , Л. С. Кравчук, В.М. Піонтковський ; за ред. В. П. Мурзи. – Київ : Університет «Україна», 2010. – 273 с.
7. Правила спілкування і співпраці з абітурієнтами та студентами в інклюзивному освітньому просторі : ЗОШ–ВНЗ : [методичні рекомендації для викладачів, студентів і допоміжного персоналу] / М.Є. Чайковський, В.П. Фесенко, Т.В. Матвійчук, О.М. Василенко. – Хмельницький : ХІСТ Університету «Україна», 2011. – 22 с.
8. Рекомендації з фізичної реабілітації студентів-інвалідів при негативних ступенях сколіотичної хвороби: метод. рекомендації/ М. Є. Чайковський, Л. С. Кравчук. – Хмельницький, 2013. – 34 с.
9. Ерготерапія як метод реабілітації учасників АТО : зб. тез круглого столу ( 22 червня 2017 року) / Відкр. міжнар. ун-т розвитку людини "Україна", Нац. акад. ДПС України ім. Б. Хмельницького ; редкол. М.Є. Чайковський, А. В. Коротєєва, О. М. Шинкарук та ін. - Хмельницький : ХІСТ ін-ту "Україна", 2017. - 95 с.
10. Соціально-педагогічна робота з молоддю з інвалідністю в інклюзивному освітньому просторі : навч.-метод. посібник [для студ. вищ. навч. закл.] / М.Є. Чайковський, О. О. Добровіцька. – Київ : ТАЛКОМ, 2018. – 271 с.

Михайло Євгенович Чайковський автор 140 наукових публікацій, з яких 90 присвячені інклюзії. Основні напрями досліджень: соціально-педагогічна реабілітація, теорія та практика соціально-педагогічної роботи зі студентами з особливими освітніми потребами у закладах вищої освіти; педагогічні технології соціально-педагогічної роботи з молоддю з особливими освітніми потребами; формування інклюзивної компетентності студентів та викладачів вищої школи тощо.

### Наукові публікації
1. Вища освіта: людині дається шанс // Подільські вісті. - 1999. -12 квітня.
2. У нас є місце всім // «Україна» : до знань! : Інформ. випуск про Хмельницьке представництво Відкритого міжнародного університету розвитку людини «Україна». – 2002. – липень.
3. ІІІ Сковородинські читання на Поділлі // Проскурів. - 2002. – 28 березня.
4. В обласному центрі урочисто відкрито новий навчальний корпус Хмельницького представництва Відкритого міжнародного університету «Україна» // Хмельниччина. – 2002. – 20 вересня.
5. Здібний, але бідний? Твій шанс – Університет «Україна» // Подільські вісті. – 2003. – №84. – липень. – (Візитна картка).
6. Університет «Україна» на Хмельниччині // Університет «Україна». – 2003. – липень-серпень.
7. Хмельницька філія // Вісник Університету «Україна». – 2003. – №3.
8. Відкрито дистанційне навчання // Проскурів. – 2004.– №3–4. – 15 січня.
9. Університет віртуальний, студент реальний. Університет «Україна» надає можливість отримати диплом про вищу освіту тим, хто і не смів про це мріяти // Всім. – 2004. – 21 січня.
10. Хмельницька філія // Університет «Україна». – 2004. – №4–5. – 26 квітня.
11. Університет «Україна» відзначив п’ятиріччя // Проскурів. – 2004. – №35–36. – 6 травня.
12. Чайковський М. Наша місія – здійснити рівний доступ до освіти // Студентська смуга. – 2005. – №3 . – березень.
13. Університет «Україна» – лідер інтегрованого навчання // Подільські вісті. – 2006. – №168.
14. Сковородинські читання на Поділлі // Проскурів. – 2006. – №9–10. –12 лютого.
15. Інновації в «Україні» // Подільські вісті. – 2007. – №17–18. – 8 лютого.
16. Чайковський М. Реалізовуємо якісну освіту // Подільські вісті. – 2007. – №88. – 28 червня. –(Візитна картка).
17. Чайковський М. ХІСТ отримав відзнаку міністра, здобув четвертий рівень акредитації, виграв грант… // Проскурів. – 2007. – №59–60. – 26 липня.
18. За знаннями – до університету «Україна» // Українець. – 2008. – січень.
19. Хмельницька прописка Григорія Сковороди // Хмельниччина. – 2008. – №8 (808). – 22 лютого.
20. Слободянюк Т. Реабілітація як право на повноцінне життя // Подільські вісті. –2009. – №34. – 17 березня. – (Освіта і соціум).
21. Слободянюк Т. Щоб бачити майбутнє, частіше зазирай у минуле / Т. Слободянюк // Подільські вісті. – 2009. – 8 травня.
22. Козак І. Експерименти в освіті потрібні. На благо дітей / І. Козак // Голос України. – 2008. – №99(4349). – 27 травня.
23. І постане пам’ятник Сковороді : Не хлібом єдиним // Проскурів. – 2009. – №71–72. – 10 вересня.
24. Сковорода повертається… Продовження теми // Проскурів. – 2009. – №81–82. – 15 жовтня.
25. Тут отримують знання для життя // Хмельниччина. – 2010. – вересень.
26. Цимбалюк О. Студенти «України» звірятимуть час по сонячному годиннику / О. Цимбалюк // Проскурів. – 2010. – 28 жовтня.
27. «Успішні люди ті, хто багато працює». Відверта розмова // Проскурівський телеграф. – 2011. – №42. – 20 жовтня.
28. Університет «Україна» на Хмельниччині // Моя сім’я. – 2011. – №11- 12(506–507). – жовтень.
29. Хліб – сіль для перших випускників. Так вітали в Хмельницькому інституті соціальних технологій Університету «Україна» випускників минулих років // Подільські вісті. – 2011. – 26 травня.
30. Слободянюк Т. Прощання і зустрічі в саду Григорія Сковороди / Т. Слободянюк // Подільські вісті. – 2011. – 12 липня.
31. Слободянюк Т. Свято залікової книжки / Т. Слободянюк // Подільські вісті. – 2011. - №136-137. – 8 вересня.
32. Які цінності сповідує студентство? На часі // Проскурів. – 2012. – №13. – 29 березня.
33. Слободянюк Т. Дипломи – в руках, робота – у сподіваннях / Т. Слободянюк // Подільські вісті. – 2012. – 14 червня.
34. Слободянюк Т Ми допомагаємо тим, хто навчається, щоб допомагати іншим / Т.Слободянюк // Подільські вісті. – 2014. – №97-98. – 15 липня.
35. Університет «Україна» розширює інклюзивний простір // Подільські вісті. – 2018. – №21. – 10 травня.
36. Хмельницький інститут соціальних технологій Університету «Україна – провідний заклад інклюзивної вищої освіти на Поділлі // Голос України. – 2015. – №117. – 27 червня.
37. Отримали дипломи й учасники АТО // Проскурів. – 2017. – №10. – 16 березня.
38. Не лише про інклюзивну йшлося на конференції в інституті соціальних технологій // Проскурів. – 2018. – №18. – 3травня. – (Відлуння).
39. Здибель Ю. Університет «Україна» розширює інклюзивний простір // Подільський вісті. – 2018. – №21. – 10 травня.

## Відзнаки та нагороди
У 1999 р. відзначений почесною грамотою київського міського голови, подяками та почесними грамотами Хмельницької обласної ради та адміністрації, міської ради. За громадську діяльність був обраний «Людиною року-1999».
У 2003 р. отримав почесне звання «Заслужений тренер України».
У 2004 р. нагороджений Хрестом пошани «За духовне відродження»; присвоєно звання лауреата премії імені Я. Гальчевського у номінації «За освітню діяльність».
У 2008 р. нагороджений заохочувальною відзнакою Міністерства освіти і науки – нагрудним знаком «Петро Могила»
У 2018 р. вручення Міжнародної літературної премії «Сад божественних пісень» імені Г.С. Сковороди; нагороджений грамотою Верховної Ради України «За заслуги перед українським народом» та Почесною грамотою «За активну громадську позицію, вагомий особистий внесок у підняття патріотичного духу та віри, зміцнення єдності українського народу» від першого президента України Л. Кравчука.
У 2021 р. отримав звання «Заслужений працівник освіти України».